# Guilmon
Guilmon (ギルモン?) è un Digimon di livello intermedio del media franchise giapponese Digimon, che comprende anime, manga, giocattoli, videogiochi, carte collezionabili ed altri media. Guilmon appare nella serie Digimon Tamers ed è il Digimon partner di Takato Matsuki.
Guilmon è doppiato in giapponese da Masako Nozawa e in italiano da Paolo Marchese.

## Concezione e creazione
Guilmon è stato creato da Chiaki J. Konaka. Da bambino, Konaka si era appassionato alla serie televisiva Ultraman e ai film che riguardavano creature kaijū. Lui e suo fratello Kazuya sognavano di realizzare un film di fantascienza di genere kaiju per un pubblico di bambini.
(Chiaki J. Konaka, Note sui personaggi di Digimon Tamers)
Questa premessa venne portata avanti affinché provvedesse da base per il canone di Tamers "senza nemmeno avere intenzione di farlo". Mentre il termine giapponese kaiju si riferisce tradizionalmente ad un behemoth portato alla distruzione, Konaka li considera delle "presenze misteriose e fantastiche". Così, l'autore disegnò Guilmon come il "portatore di un grande potere all'interno di sé, nonostante ci sia spesso un'espressione di innocente tenerezza sul suo volto". Dopo aver visto gli schizzi iniziali del design del personaggio, Konaka immaginò che Guilmon sarebbe stato suppergiù della stessa stazza di Agumon. Tuttavia, quando capi che invece sarebbe stato poco più basso di un normale essere umano adulto, si rese conto "che non era nemmeno lontanamente piccolo abbastanza per nascondersi nella stanza di un ragazzo". Con un'intuizione, Konaka decise di incorporare questo "problema" all'interno della trama di Tamers.

## Aspetto e caratteristiche

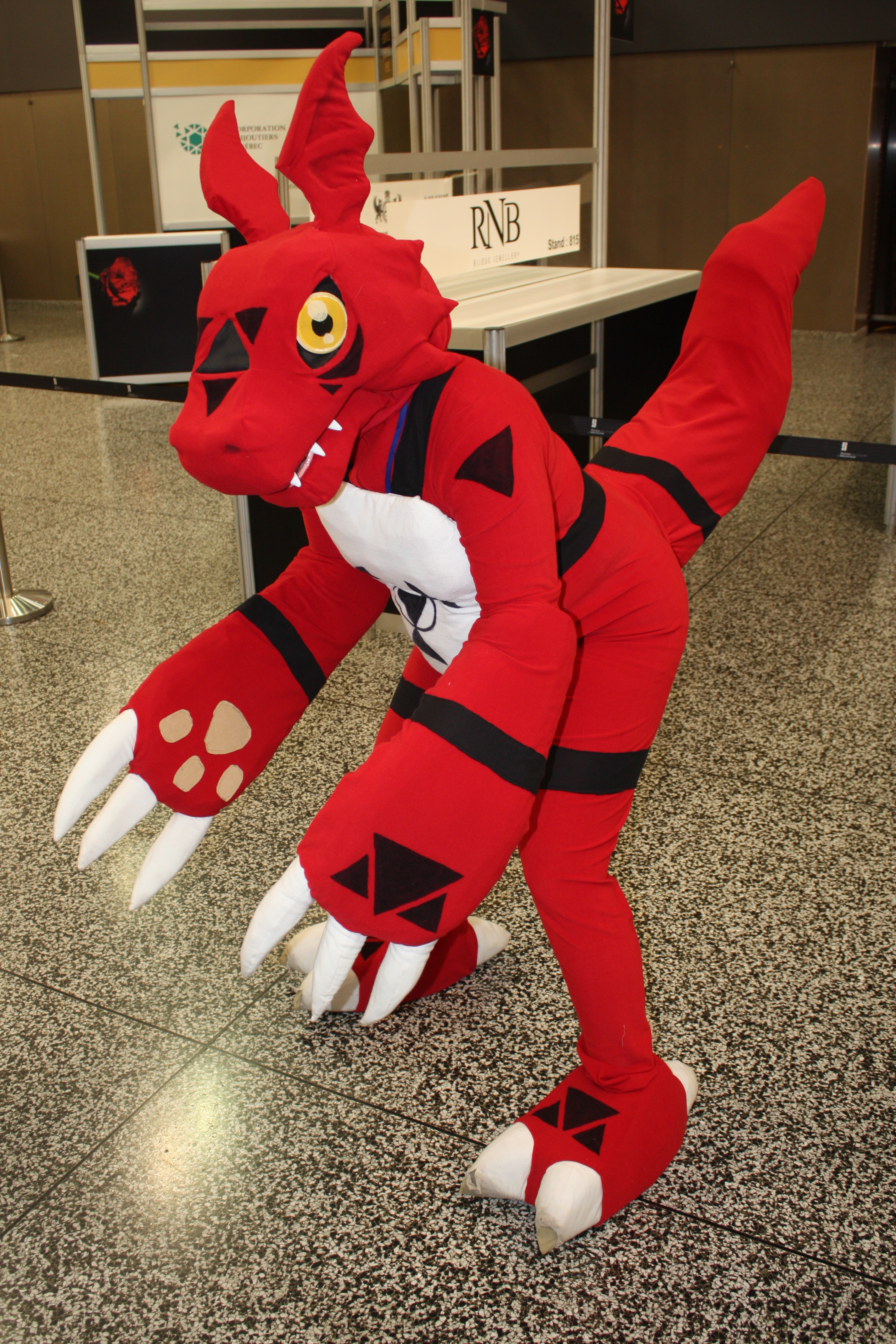
Cosplay di Guilmon

Il nome "Guilmon" deriva parzialmente dalla parola inglese "guilty", "colpevole", di cui guil è il diminutivo, e dal suffisso "-mon" (abbreviazione di "monster"), che tutti i Digimon hanno alla fine del loro nome. Il nome proviene dal potenziale immenso celato in Guilmon, nascosto però dalla sua innocenza. Quindi, in questo caso, il significato del nome viene capovolto e Guilmon significa "mostro innocente".
Guilmon presenta una caratteristica unica tra tutti i Digimon apparsi nelle varie serie anime: è stato concepito direttamente dal proprio Domatore. Takato è infatti colui che ha creato Guilmon, disegnandolo e dandogli la vita (seppur involontariamente) scannerizzando i disegni all'interno del proprio Digivice D-Arc.
Guilmon sembra essere relativamente piccolo quando si trova nella sua normale posizione protesa in avanti, molto simile a quella di un Tyrannosaurus rex, ma, quando si trova in posizione eretta, è in realtà della stazza di un essere umano adulto. Guilmon è un Digimon rettile rosso molto simile ad un drago con occhi gialli, orecchie simili ad ali ed un simbolo del Digital Hazard nero sul suo petto. Quando questo simbolo è presente, indica che il Digimon presenta un potenziale altamente distruttivo e, se i suoi dati dovessero essere corrotti, ciò potrebbe mettere in pericolo la sopravvivenza sia di Digiworld che del mondo reale.
Guilmon ha un fisico muscoloso, anche se snello e con gambe lunghe, perfetto per correre velocemente. Su ognuna delle sue zampe superiori stranamente grandi, Guilmon presenta una parte prensile (che solitamente i Digisauri ed i Digimon rettile non hanno) e tre lunghi artigli; su ogni zampa inferiore, invece, presenta due lunghi artigli, mentre un terzo fuoriesce dal suo tallone. Una caratteristica molto indistinta di Guilmon sono le strisce ed i motivi a forma di triangolo presenti su certe parti del suo corpo. Sul suo muso è presente una versione nera invertita della Zero Unit, un misterioso simbolo spesso identificato con Keter, il ramo più alto del Sephirot dell'Albero della Vita nella Cabala ebraica.
Anche se il petto di Guilmon presenta il simbolo del Digital Hazard, questo non era stato originariamente concepito da Takato: infatti il simbolo non appare nello schizzo di Guilmon che Takato ha usato per crearlo.

## Apparizioni
Guilmon è un Digimon di tipo virus, anche se il suo comportamento e la sua cordialità la maggior parte delle volte potrebbero portare a pensare che sia di tipo dati o anche antivirus. La sua tipologia virus potrebbe spiegare la sua prima forma di livello mega, Megidramon. Lo stile di combattimento di Guilmon (il suo infuriarsi e le pupille che si rimpiccioliscono quando sente la presenza di un Digimon selvaggio) dimostra la sua natura di tipo virus, poiché combatte con molto più zelo e ferocia di Agumon o di qualsiasi altro Digimon protagonista, visto che il suo partner umano Takato lo aveva pensato in questo modo quando aveva concepito Guilmon.
Guilmon è un Digimon curioso ed ingenuo, il più giovane dei Digimon partner, e gli piace particolarmente il pane. È stato creato dai disegni di Takato e portato in vita dalla misteriosa Carta Blu. Inizialmente Guilmon non sembra essere al corrente delle differenze tra esseri umani e Digimon, chiamando il suo Domatore "Takatomon".
Anche se può non sembrare, Guilmon solitamente è molto amichevole e giocherellone, provando di essere notevolmente popolare tra i compagni di Takato poiché è un Digimon vivo e reale. Anche se viene rappresentato come simile ad un bambino, Guilmon a volte mostra un lato più profondo di sé. Per esempio, quando Takato non vuole che Guilmon digievolva, timoroso che il Digimon possa non essere più lo stesso, Guilmon sottolinea a Takato che anche lui stesso è cambiato nel corso del tempo, ma è sempre la stessa persona.
Guilmon va molto d'accordo con Terriermon e Calumon, ma il suo primo incontro con Renamon avviene come nemici. Guilmon in seguito riconosce la capacità di Renamon di "essere giusta" nelle situazioni di combattimento. Il rapporto con Impmon, invece, varia continuamente dal giocare con lui, all'ignorarlo, all'essere infastidito da lui.
Al contrario delle altre stagioni, Guilmon non è il primo Digimon a digievolvere al livello campione nonostante il suo status di Digimon partner del leader della squadra. Terriermon digievolve per primo, seguito poco dopo da Renamon. Guilmon è l'ultimo a digievolvere in "Guilmon digievolve".
All'inizio Guilmon non è molto bravo nell'ascoltare Takato, uscendo spesso dal suo nascondiglio e combattendo con Renamon nonostante Takato gli abbia detto di non farlo. Guilmon, però, ammira la determinazione di Takato in "Un nascondiglio per Growlmon" e da allora esegue ogni ordine di Takato senza esitazione.
Guilmon è estremamente potente per essere un Digimon di livello intermedio. È infatti in grado di sconfiggere un Digimon di livello campione potente come IceDevimon, nonostante Renamon avesse incontrato problemi sia al livello intermedio che a quello campione di Kyubimon. Contrariamente a molti Digisauri, le squame di Guilmon sono molto resistenti ed offrono resistenza anche contro un attacco potente come la Pioggia di Diamanti di Renamon.
Nella versione giapponese, Guilmon ha l'abitudine di parlare in terza persona. Ciò include anche il riferirsi ad altri con il loro nome piuttosto che con un semplice "tu" ed il parlare di sé stesso in terza persona. In particolare, sembra alternare l'uso della terza persona e quello dei pronomi durante tutta la serie, anche se solitamente lo fa solo nelle forme di Guilmon e Growlmon. Questo tratto si ritrova in parte anche nel Gallantmon (forma Mega di questo Digimon) che appare nel film Digital Monster X-Evolution. Quel Gallantmon, infatti - che non è il Guilmon che appare in Digimon Tamers ma un altro membro della loro specie - parla di sé in terza persona ma si rivolge agli altri direttamente.

## Altre forme
Il nome "Guilmon" si riferisce solo alla forma al livello intermedio di questo Digimon. Durante la serie, Guilmon acquisisce l'abilità di digievolvere in un certo numero di forme più potenti, ognuna con un nome e degli attacchi speciali differenti. Tuttavia, il livello intermedio costituisce la sua forma preferita e quella in cui passa la maggior parte del tempo, a causa dell'alto consumo di energia necessario a rimanere in una forma di livello più alto.

### Jyarimon
Jyarimon è il livello primario di Guilmon.

### Gigimon
Gigimon (ギギモン?) è la forma di livello primo stadio di Guilmon. Il nome "Gigimon" deriva dalla parola giapponese "gigi", che significa "dubbio". "Gigimon" significa quindi "mostro dubbioso". Per pura coincidenza, "gigi" significa anche "denti" in indonesiano ed in malese.
Gigimon è un piccolo Digimon rosso con le classiche orecchie a forma di ali e gli occhi gialli di Guilmon. Ha un motivo nero sotto gli occhi ed una coda rossa con una terminazione nera, molto lunga per la sua stazza ridotta. La sua postura a quattro zampe ricorda molto Tokomon, ma, mentre quest'ultimo digievolve in un tipo di Digimon mammifero, è chiaro che Gigimon digievolverà in un Digidrago, anche per la presenza di zanne già abbastanza sviluppate nella sua bocca.
Gigimon compare quando Guilmon regredisce al livello primo stadio dopo che il D-Reaper è stato sconfitto e lui è costretto a tornare a Digiworld.

### Growlmon
Growlmon (グラウモン?, Growmon) è la Digievoluzione al livello campione di Guilmon. Il suo nome deriva dalla parola inglese "growl", "ruggito". "Growlmon" significa quindi "mostro che ruggisce". È un grosso Digidrago, che può essere facilmente descritto come la versione "cresciuta" di Guilmon. Il suo aspetto, infatti, è molto simile a quello della sua pre-evoluzione ma con alcune differenze: ha una criniera bianca che gli ricopre la testa, sulla quale sono spuntati due corni rossi con terminazioni nere. Il simbolo del Digital Hazard sul suo petto è sparito per apparire sulle sue braccia, nella parte inferiore delle braccia sono cresciute due terminazioni ossee simili a lame, mentre le sue zampe inferiori presentano ora tre artigli disposti frontalmente. Per il resto il Digimon non riscontra altre differenze con Guilmon, eccetto un maggior numero di motivi neri sul corpo: sulla coda, sulle gambe, sulle braccia, intorno al collo e al muso e alle estremità degli artigli.
Growlmon è un Digimon di livello campione estremamente forte, uno dei più forti tra i Digimon del suo livello. Usando le sue Lame di Drago poste sulle braccia, può tranciare praticamente qualsiasi cosa. Guilmon digievolve in Growlmon la prima volta durante il combattimento contro Devidramon. In questa nuova forma, Growlmon combatte una feroce battaglia contro il drago oscuro e alla fine lo distrugge. Quando si trova in questa forma, Growlmon detiene ancora la sua personalità di Guilmon. All'inizio dell'episodio "Un nascondiglio per Growlmon", Growlmon inizia a piangere quando si trova accanto a Takato alla fine del combattimento contro Devidramon, poiché il suo Domatore ha paura che Growlmon possa mangiarlo. Alla fine, però, Takato capisce che quello è ancora il suo adorabile Digimon, nonostante sia di dimensioni molto superiori a prima.
Successivamente, nello stesso episodio, Growlmon scopre di non essere in grado di regredire. Takato sperimenta vari metodi per far consumare a Growlmon la sua energia in eccesso, ma non ci riesce. Growlmon alla fine regredisce naturalmente osservando un arcobaleno con Takato. Più avanti nel corso della serie, dopo alcune Digievoluzioni, Guilmon alla fine capisce come regredire. Growlmon è l'unico dei Digimon di livello campione a sconfiggere un Deva con le sue sole forze. Durante il combattimento con Sinduramon, infatti, una PiroMeteora di Growlmon fa precipitare il Deva nell'acqua, dove muore folgorato dalla sua stessa elettricità.

### WarGrowlmon
WarGrowlmon (メガログラウモン?, MegaloGrowmon) è la forma al livello evoluto di Guilmon. Il suo aspetto ricalca molto la forma evoluta di Agumon, MetalGreymon, poiché il suo petto, il suo muso e le sue braccia assumono forma metallica, dotando WarGrowlmon di nuove e potenti armi. Può inoltre volare e raggiungere velocità elevatissime grazie al modulo che avvolge il suo petto e che si estende fino al dorso. Sul suo petto è nuovamente presente il simbolo del Digital Hazard. Il suo nome, invece, è dato dall'aggiunta del prefisso "War", ad indicare il suo assetto da battaglia, e rievoca la forma al livello mega di Agumon, WarGreymon.
WarGrowlmon appare per la prima volta quando il primo Deva, Mihiramon, fa la sua comparsa. Poiché Mihiramon è molto più forte dei Digimon affrontati fino a quel momento, Takato deve usare una Carta Blu. Strisciare questa carta nel suo D-Arc permette a Growlmon di matrixdigievolvere WarGrowlmon, che poi riesce a sconfiggere con successo Mihiramon. Growlmon successivamente digievolve ancora per combattere contro i Deva Indramon e Vikaralamon nel mondo reale e Beelzemon e Zhuqiaomon a Digiworld. WarGrowlmon combatte anche contro il D-Reaper quando i Domatori tornano da Digiworld a causa della loro temporanea incapacità a biodigievolvere.
Le prime volte che Growlmon matrixdigievolve in WarGrowlmon, lui e Takato sono connessi mentalmente. Takato grida l'attacco Energia Plutonica mentre il suo Digimon è sul punto di usare quell'attacco. Takato compie anche alcuni dei movimenti di WarGrowlmon.

### Megidramon
Megidramon (メギドラモン?) è una forma alternativa di livello mega raggiunta da Guilmon, il cui nome proviene da Megiddo, il luogo biblico dove, secondo i cristiani avverrà l'Armageddon, o Apocalisse, la lotta finale tra le forze del bene e del male. Considerando anche il suffisso "-dramon", "Megidramon" significa quindi "mostro drago dell'Apocalisse". Megidramon è un enorme drago rosso avvolto in un'armatura fatta di Digiclonoide, con due ali anch'esse rosse. Non possiede zampe inferiori, infatti il suo corpo termina con una coda enormemente lunga che serve anche al Digimon per rimanere in posizione eretta. Il simbolo del Digital Hazard sul suo petto è ora rosso e, mentre il triangolo centrale rimane sempre rosso, i tre triangoli esterni lampeggiano continuamente. Megidramon è uno dei Quattro Grandi Draghi.
Megidramon compare nell'episodio "Il destino di Leomon" in seguito all'attivazione del potere distruttivo del Digital Hazard. e la sua sola esistenza mette in pericolo la struttura stessa di Digiworld. Megidramon possiede una saliva acida. Quando il simbolo del Digital Hazard inizia a lampeggiare, Henry capisce che il simbolo indica un pericolo reale e proprio in quel momento il terreno sotto i piedi del gruppo inizia a rompersi e a franare, con la formazione di evidenti fratture. Terriermon, dopo aver deviato un attacco di Caturamon diretto a Suzie e Lopmon, cade in una di queste fratture e viene salvato solo successivamente da Renamon. Guilmon si trasforma in Megidramon quando digievolve usando la rabbia di Takato. La morte di Leomon per mano di Beelzemon causa in Takato un istinto omicida nei confronti del Digimon malvagio. Jeri torna in sé ed è sconvolta dalla trasformazione di Guilmon almeno quanto Takato, il cui D-Arc si sovraccarica e si rompe in mille pezzi.
Inizialmente, Megidramon sembra dominare Beelzemon e prova addirittura a divorarlo. Tuttavia, Beelzemon alla fine vince la battaglia assorbendo i dati di Makuramon, facendo perdere i sensi a Megidramon. Takato è in lacrime, inginocchiato acconto al suo Digimon senza conoscenza e desidera che lui e Guilmon possano ricominciare. Ma quando Takato capisce che Megidramon è comunque il suo Digimon Guilmon e che non può abbandonare il suo amico, Megidramon regredisce velocemente in Guilmon. Takato desidera che lui e Guilmon possano combattere Beelzemon insieme. Ciò porta alla sua Biodigievoluzione con Guilmon e alla nascita di Gallantmon. Dopo la battaglia, Takato riceve un nuovo D-Arc, una versione definitiva dorata. Takato è il solo che ottiene il Digivice dorato nella serie.

### Gallantmon
Gallantmon (デュークモン?, Dukemon) è la vera forma di livello mega di Guilmon. Il suo nome proviene dalla parola inglese "gallant", che significa "eroico, valoroso". "Gallantmon" vuole quindi dire "mostro valoroso". È un cavaliere dall'armatura sacra (costituita per il 99,9% di Digiclonoide) completamente bianca, eccetto per gli spallacci, le cubitiere e i ginocchielli che sono di colore rosso con un bordo giallo. Dispone di un mantello rosso dello stesso colore della cintura e dell'attacco dei calzari, la cui punta è invece di colore giallo. Infine, la visiera del suo elmo è una riproduzione del volto di Guilmon, corredato anche dalle sue orecchie simili ad ali. Il simbolo del Digital Hazard è sempre presente sul suo petto, ma ora anche sui ginocchielli. Gallantmon è armato con la lancia sacra Gram e con lo scudo sacro Aegis.
Gallantmon è un Digimon di livello mega molto potente, che ricorda WarGreymon per molti versi. È capace di muoversi alla velocità della luce e sembra in grado di teletrasportarsi. Appare per la prima volta quando Takato effettua la Biodigievoluzione con Guilmon per poter combattere Beelzemon. In questa nuova forma, Gallantmon riesce a sconfiggere Beelzemon, nonostante questo aumenti i suoi poteri assorbendo i dati di Caturamon. Il potere di Gallantmon dimostra di essere una delle armi principali nella battaglia contro il D-Reaper. Gallantmon gioca un ruolo chiave nella battaglia e nell'ottenimento di Grani come suo mezzo di trasporto.
Nella versione italiana, così come in quella giapponese, Gallantmon parla con una voce unica (anche se Takato può parlare separatamente) ed è molto più "maturo" nel suo atteggiamento mentale. Solo nella versione giapponese, il Digimon parla in maniera ricercata, spesso riferendosi a sé stesso dicendo "Io, Gallantmon..." e anche Takato, al suo interno, si riferisce a lui chiamandolo Gallantmon (anche se lo chiama Guilmon prima che la loro unione come Gallantmon Crimson Mode si interrompa). Nella versione inglese, invece, Gallantmon spesso parla sia con la voce di Takato che con quella di Guilmon, rappresentando il suo essere un'entità dualistica fusa sia fisicamente che mentalmente, detenendo anche in parte la mentalità infantile di Guilmon. In combattimento può anche capitare che si affidi esclusivamente all'impulsività, in particolar modo nella battaglia con Beelzemon a causa dei forti sentimenti emotivi provati in seguito alla morte di Leomon.

#### Arca/Grani
Zero Artificial MonSter Grani (Zero ARMS Grani) (ゼロアームズ・グラニ?, Zeroāmuzu Gurani), chiamata più semplicemente Grani, è un tipo speciale di Digimon che può servire anche come mezzo di trasporto. Il suo nome deriva dal leggendario cavallo di Sigfrido nella mitologia norrena. Grani funge principalmente da "destriero" su cui Gallantmon monta per combattere meglio e dispone del programma Yuggoth, installato in essa da Mitsuo Yamaki. Grani era originariamente una forma di vita digitale rudimentale, ma presto sviluppò una coscienza propria, evolvendosi in un vero e proprio Digimon. È stata creata dal team dei Pionieri Digitali, con l'aiuto di Hypnos, con la funzione originaria di "Arca" per riportare i ragazzi a casa dalla loro esperienza a Digiworld. Durante questo periodo di tempo, Grani sviluppa un profondo legame con Guilmon e Takato. Successivamente l'Arca viene modificata e fatta bioemergere nel mondo reale dal D-Arc di Henry, per poi essere portata in vita da Gallantmon ed usata come suo mezzo di trasporto esclusivo. Verso il termine della battaglia con il D-Reaper, ormai prossima alla distruzione, Grani propone a Gallantmon di "donargli le sue ali", visto il loro legame d'amicizia. Grani si fonde quindi con Gallantmon, concedendogli il proprio potere ed attivando il Cambio di Assetto di Gallantmon in Gallantmon Crimson Mode per la battaglia finale con il D-Reaper. Precedentemente, Grani aveva anche salvato Beelzemon quando quest'ultimo era stato ferito molto gravemente dal D-Reaper e stava per essere assorbito in esso.
La voce di Grani è di Patrizio Cigliano.

#### Gallantmon Crimson Mode
Gallantmon Crimson Mode (デュークモン クリムゾンモード?, Dukemon Crimson Mode) è una forma di livello mega di Guilmon alternativa a Gallantmon, il cui aspetto e nome derivano dalla parola inglese "crimson", ossia "cremisi".
Questo Digimon appare quasi alla fine di Tamers. Gallantmon si ritrova improvvisamente sopraffatto durante la battaglia contro il D-Reaper. In questo momento di bisogno, Grani dona i suoi poteri a Gallantmon, innescando un Cambio di Assetto. Nella sua nuova forma digievoluta, Gallantmon acquista delle ali ed un'armatura cremisi nuova di zecca, brandendo la spada Blutgang in una mano e la lancia Gungnir nell'altra. Quando si trova in modalità Crimson Mode, il Digital Hazard all'interno del Digicuore di Gallantmon è completamente sigillato, permettendo a Gallantmon di svelare il suo vero potenziale. Con questo nuovo potere, Gallantmon Crimson Mode riesce a sconfiggere l'Agente 01 del D-Reaper. L'Agente 01 riesce a distruggere le sue armi dopo che Gallantmon Crimson Mode sconfigge facilmente molti altri Agenti e li scaglia contro il Mother Reaper, avviando la sua cancellazione. Tuttavia, Gallantmon Crimson Mode riesce a riprendersi, fuoriesce dal Mother Reaper e colpisce con un pugno l'Agente 01, distruggendolo. Il Digimon non si arrende e procede alla liberazione di Jeri e Calumon, ma, a causa di un errore negli effetti della Carta Rossa, provocato dal fatto che Shibumi non aveva tenuto conto dello stato di ibrido umano/Digimon dei Digimon biodigievoluti, Gallantmon Crimson Mode regredisce in Takato e Guilmon prima che possa raggiungere Jeri e Calumon.
Durante la battaglia finale con Parasimon in Runaway Digimon Express, Gallantmon ed i suoi alleati sono troppo in minoranza numerica e vengono sopraffatti. La determinazione verso la vittoria di Takato causa in Gallantmon l'attivazione del potere conferitogli da Grani, cambiando assetto in Gallantmon Crimson Mode. Il Digimon riesce a distruggere tutti i Parasimon in un colpo grazie alla sua Spada Supersonica, ponendo fine all'invasione e salvando la Terra. Gallantmon Crimson Mode è la forma più potente di Guilmon ed è probabilmente il più forte Digimon presente in Tamers.

## Character song
Guilmon dispone di una image song personale, presente in "Best Tamers 1": "Guilmon March" ("La marcia di Guilmon"). Inoltre, sempre in "Best Tamers 1", Guilmon duetta con Takato in "Futari de La La La" ("Noi due, la la la"). Canta infine nell'interpretazione dei personaggi maschili di "The Biggest Dreamer" (la versione giapponese della sigla iniziale di Tamers) presente nel CD memorial "WE LOVE DIGIMON MUSIC" ("AMIAMO LA MUSICA DI DIGIMON").

## Accoglienza
La recensione di GameZone di Digimon Battle Spirit definisce Guilmon "una potente creatura simile a un drago rosso, con una lunga coda somigliante a una frusta e che mostra le sue lunghe unghie affilate mentre si prepara a combattere". Amanda Mullen di CBR ha classificato Megidramon come il peggiore antagonista della serie. De'Angelo Epps dello stesso sito ha classificato Gallantmon come la sesta migliore megadigievoluzione. Fiction Horizon ha classificato Gallantmon come il diciassettesimo Digimon più potente. Secondo WatchMojo, Gallantmon Crimson Mode è il decimo Digimon più potente del franchise mentre Gallantmon è il terzo miglior Digimon di livello mega e il sesto miglior Digimon in generale. Oskar O.K. Strom di Honey's Anime ha considerato Guilmon come il quinto Digimon più carino. Ethan Supovitz di CBR ha classificato Guilmon come il quarto Digimon partner più forte dell'intero franchise. Anthony Mazzuca dello stesso sito ha considerato Guilmon come il quarto personaggio principale più forte.
In un sondaggio sulla popolarità di Digimon risalente al 2020, Gallantmon è stato votato come il terzo Digimon più popolare.